# Pomyków (powiat piotrkowski)
Pomyków – wieś w Polsce, położona w województwie łódzkim, w powiecie piotrkowskim, w gminie Moszczenica.
| SIMC    | Nazwa    | Rodzaj    |
| ------- | -------- | --------- |
| 0546696 | Lesisko  | część wsi |
| 0546704 | Podlisko | część wsi |

W latach 1975–1998 wieś położona była w województwie piotrkowskim.